# Solo (TV-serie, 2024)
Solo är en norsk dramaserie som hade premiär den 23 augusti 2024. Serien som består av fyra avsnitt är regisserad av Sebastian Kåss.

## Handling
På skolan för musik, dans och drama Create skapas drömmare. Vissa berättar om sina drömmar, andra håller dem dolda.

## Rollista (i urval)
- Ola Vasaasen
- Sasja Hjelleset Melbø
- Lea Bøe Tesfamichael
- Lukas Selmer Løken
- Alma Flygel Owren
- Osazee Parkson
- Nathalie Baardseth